# Agrotis clavigerus
Agrotis clavigerus är en fjärilsart som beskrevs av Adrian Hardy Haworth 1803. Agrotis clavigerus ingår i släktet Agrotis och familjen nattflyn. Inga underarter finns listade i Catalogue of Life.